# Coupe de la confédération 2024-2025
Navigation
Édition précédente Édition suivante
La Coupe de la confédération 2024-2025 ou Coupe de la confédération Total Énergies pour des raisons de parrainage, est la 22e édition de la compétition inter-clubs africaine de football de deuxième niveau.
Cette compétition organisée par la CAF oppose des clubs africains qui se sont illustrés dans leurs championnats respectifs la saison précédente.
Le vainqueur de la Coupe de la confédération se qualifie pour la Coupe de la confédération 2025-2026 et la Supercoupe de la CAF 2025.

## Format
Le format de cette compétition est celui des éditions précédentes. Les nations présentent 1 ou 2 clubs en fonction de leur classement quinquennal de la saison passée, qui sont qualifiés pour le premier ou le second tour de qualification en fonction du classement quinquennal individuel des clubs.
Les équipes franchissant les tours de qualification sont réparties dans quatre chapeaux de 4 équipes selon le classement quinquennal individuel des clubs.
La phase de groupe de la compétition est composés de groupes de 4 équipes et la phase finale de trois tours allant des quarts de finale jusqu'à la finale.

## Participants
52 équipes provenant de 41 associations membres de la CAF participent à la Coupe de la confédération 2024‑2025.
D'après le classement quinquennal de la CAF 2024, une liste définit d’abord le nombre de clubs qu’une association a le droit d’envoyer :
- Le vainqueur de la Coupe de la confédération 2023-2024 est qualifié d'office ;
- Les associations aux places 1 à 12 envoient deux clubs dans la compétition ;
- Les associations aux places 13 à 47 envoient un club dans la compétition.

| Égypte (1er - 184 pts)                               | Égypte (1er - 184 pts)                               | Maroc (2e Classement quinquenal - 148 pts)          | Maroc (2e Classement quinquenal - 148 pts)          |
| ---------------------------------------------------- | ---------------------------------------------------- | --------------------------------------------------- | --------------------------------------------------- |
| 3e du Championnat 2023-2024                          | Zamalek SC T                                         | 3e du Championnat 2023-2024                         | RS Berkane                                          |
| 4e du Championnat 2023-2024                          | Al-Masry SC                                          | 4e du Championnat 2023-2024                         | Union Touarga                                       |
| Algérie (3e Classement quinquenal - 119 pts)         | Algérie (3e Classement quinquenal - 119 pts)         | Afrique du Sud (4e Classement quinquenal - 106 pts) | Afrique du Sud (4e Classement quinquenal - 106 pts) |
| 3e du Championnat 2023-2024                          | CS Constantine                                       | 3e du Championnat 2023-2024                         | Stellenbosch FC                                     |
| 4e du Championnat 2023-2024                          | USM Alger                                            | 4e du Championnat 2023-2024                         | Sekhukhune United                                   |
| Tunisie (5e Classement quinquenal - 97 pts)          | Tunisie (5e Classement quinquenal - 97 pts)          | Tanzanie (6e Classement quinquenal - 71 pts)        | Tanzanie (6e Classement quinquenal - 71 pts)        |
| 3e du Championnat 2023-2024                          | CS Sfaxien                                           | 3e du Championnat 2023-2024                         | Simba SC                                            |
| Vainqueur Coupe 2023-2024                            | Stade tunisien                                       | 4e du Championnat 2023-2024                         | Coastal Union                                       |
| RD Congo (7e Classement quinquenal - 54 pts)         | RD Congo (7e Classement quinquenal - 54 pts)         | Angola (8e Classement quinquenal - 51,5 pts)        | Angola (8e Classement quinquenal - 51,5 pts)        |
| 3e du Championnat 2023-2024                          | FC Saint-Éloi Lupopo                                 | 3e du Championnat 2023-2024                         | CD Lunda Sul                                        |
| Vainqueur Coupe 2023-2024                            | AS Vita Club                                         | Vainqueur Coupe 2023-2024                           | FC Bravos do Maquis                                 |
| Soudan (9e Classement quinquenal - 37 pts)           | Soudan (9e Classement quinquenal - 37 pts)           | Libye (10e Classement quinquenal - 35 pts)          | Libye (10e Classement quinquenal - 35 pts)          |
|                                                      |                                                      | 3e du Championnat 2023-2024                         | Al-Ahli SC Tripoli                                  |
|                                                      |                                                      | 4e du Championnat 2023-2024                         | Al-Hilal Benghazi                                   |
| Côte d'Ivoire (11e Classement quinquenal - 30,5 pts) | Côte d'Ivoire (11e Classement quinquenal - 30,5 pts) | Nigeria (12e Classement quinquenal - 25 pts)        | Nigeria (12e Classement quinquenal - 25 pts)        |
| 3e du Championnat 2023-2024                          | ASEC Mimosas                                         | 3e du Championnat 2023-2024                         | Enyimba FC                                          |
| 4e du Championnat 2023-2024                          | RC Abidjan                                           | 4e du Championnat 2023-2024                         | El-Kanemi Warriors                                  |
| Guinée (13e Classement quinquenal - 20,5 pts)        | Guinée (13e Classement quinquenal - 20,5 pts)        | Ghana (14e Classement quinquenal - 20 pts)          | Ghana (14e Classement quinquenal - 20 pts)          |
| 2e du Championnat 2023-2024                          | Hafia FC                                             | Vainqueur Coupe 2023-2024                           | Nsoatreman FC                                       |
| Mali (15e Classement quinquenal - 15 pts)            | Mali (15e Classement quinquenal - 15 pts)            | Cameroun (16e Classement quinquenal - 11,5 pts)     | Cameroun (16e Classement quinquenal - 11,5 pts)     |
| Vainqueur Coupe 2023-2024                            | Stade malien                                         | Vainqueur Coupe 2023-2024                           | Fovu Baham                                          |
| Mauritanie (17e Classement quinquenal - 10,5 pts)    | Mauritanie (17e Classement quinquenal - 10,5 pts)    | Congo (18e Classement quinquenal - 9,5 pts)         | Congo (18e Classement quinquenal - 9,5 pts)         |
|                                                      |                                                      | 2e du Championnat 2023-2024                         | AS Otohô                                            |
| Botswana (19e Classement quinquenal - 8 pts)         | Botswana (19e Classement quinquenal - 8 pts)         | Zambie (20e Classement quinquenal - 7,5 pts)        | Zambie (20e Classement quinquenal - 7,5 pts)        |
| Vainqueur Coupe 2023-2024                            | Orapa United FC                                      | 2e du Championnat 2023-2024                         | ZESCO United                                        |
| Sénégal (21e Classement quinquenal - 6 pts)          | Sénégal (21e Classement quinquenal - 6 pts)          | Togo (22e Classement quinquenal - 4 pts)            | Togo (22e Classement quinquenal - 4 pts)            |
| Vainqueur Coupe 2023-2024                            | ASC Jaraaf                                           | 2e du Championnat 2023-2024                         | ASC Kara                                            |
| Ouganda (23e Classement quinquenal - 4 pts)          | Ouganda (23e Classement quinquenal - 4 pts)          | Eswatini (24e Classement quinquenal - 1,5 pts)      | Eswatini (24e Classement quinquenal - 1,5 pts)      |
| 2e du Championnat 2023-2024                          | Kitara FC                                            | 2e du Championnat 2023-2024                         | Nsingizini Hotspurs                                 |
| Niger (25e Classement quinquenal - 1,5 pts)          | Niger (25e Classement quinquenal - 1,5 pts)          | Zimbabwe (26e Classement quinquenal - 1 pt)         | Zimbabwe (26e Classement quinquenal - 1 pt)         |
| Vainqueur Coupe 2023-2024                            | AS FAN                                               | Vainqueur Coupe 2023                                | Dynamos FC                                          |
| Burkina Faso (26e Classement quinquenal - 1 pt)      | Burkina Faso (26e Classement quinquenal - 1 pt)      | Bénin (28e Classement quinquenal - 0,5 pt)          | Bénin (28e Classement quinquenal - 0,5 pt)          |
| Vainqueur Coupe 2023-2024                            | EF Ouagadougou                                       | 2e du Championnat 2023-2024                         | Dadjè FC                                            |
| Burundi (NC - 0 pt)                                  | Burundi (NC - 0 pt)                                  | Tchad (NC - 0 pt)                                   | Tchad (NC - 0 pt)                                   |
| Vainqueur Coupe 2023-2024                            | Rukinzo FC                                           | 2e du Championnat 2023                              | Elect-Sport FC                                      |
| Comores (NC - 0 pt)                                  | Comores (NC - 0 pt)                                  | Guinée équatoriale (NC - 0 pt)                      | Guinée équatoriale (NC - 0 pt)                      |
| 2e du Championnat 2023-2024                          | Alizé Fort                                           | Vainqueur Coupe 2023-2024                           | FC 15 de Agosto                                     |
| Éthiopie (NC - 0 pt)                                 | Éthiopie (NC - 0 pt)                                 | Kenya (NC - 0 pt)                                   | Kenya (NC - 0 pt)                                   |
| 2e du Championnat 2023-2024                          | Ethiopian Coffee                                     | Vainqueur Coupe 2023-2024                           | Kenya Police FC                                     |
| Liberia (NC - 0 pt)                                  | Liberia (NC - 0 pt)                                  | Madagascar (NC - 0 pt)                              | Madagascar (NC - 0 pt)                              |
| Vainqueur Coupe 2023-2024                            | Paynesville FC                                       | Vainqueur Coupe 2023-2024                           | ASSM Elgeco Plus                                    |
| Mozambique (NC - 0 pt)                               | Mozambique (NC - 0 pt)                               | Somalie (NC - 0 pt)                                 | Somalie (NC - 0 pt)                                 |
| Vainqueur Coupe 2023                                 | Associação Black Bulls                               | Vainqueur Coupe 2023-2024                           | Horseed                                             |
| Rwanda (NC - 0 pt)                                   | Rwanda (NC - 0 pt)                                   | Seychelles (NC - 0 pt)                              | Seychelles (NC - 0 pt)                              |
| Vainqueur Coupe 2023-2024                            | Police FC                                            | Vainqueur Coupe 2023-2024                           | Foresters                                           |
| Sierra Leone (NC - 0 pt)                             | Sierra Leone (NC - 0 pt)                             | Soudan du Sud (NC - 0 pt)                           | Soudan du Sud (NC - 0 pt)                           |
| Vainqueur Coupe 2023-2024                            | East End Lions                                       | Vainqueur Coupe 2023                                | Jamus FC                                            |
| Zanzibar (NC - 0 pt)                                 |                                                      |                                                     |                                                     |
| Vainqueur Coupe 2023-2024                            | Uhamiaji FC                                          |                                                     |                                                     |

Le Soudan, la Mauritanie, le Cap Vert, la République Centrafricaine, le Djibouti, l'Erythrée, le Gabon, la Gambie, la Guinée Bissau, le Lesotho, le Malawi, l'Ile Maurice, la Namibie, La Réunion et Sao Tomé et Principe, ne présentent pas de clubs dans cette compétition.

## Calendrier
Voici le calendrier officiel publié sur le site internet de la CAF.
| Nom                                             | Tirage au sort | Match aller                        | Match retour                    | Nombre de participants |
| ----------------------------------------------- | -------------- | ---------------------------------- | ------------------------------- | ---------------------- |
| Tours de qualification (2024)                   |                |                                    |                                 |                        |
| Premier tour                                    | 11 juillet     | 16-18 août                         | 23-25 août                      | 40                     |
| Deuxième tour                                   | 11 juillet     | 13-15 septembre                    | 20-22 septembre                 | 32 (20+12)             |
| Phase de groupes (2024-2025)                    |                |                                    |                                 |                        |
| Journées 1 et 4 Journées 2 et 5 Journées 3 et 6 | 7 octobre      | 28 novembre 8 décembre 15 décembre | 5 janvier 12 janvier 19 janvier | 16                     |
| Phase finale (2025)                             |                |                                    |                                 |                        |
| Quarts de finale                                | 20 février     | 3 avril                            | 10 avril                        | 8                      |
| Demi-finales                                    | 20 février     | 20 avril                           | 27 avril                        | 4                      |
| Finale                                          | 20 février     | 17 mai                             | 25 mai                          | 2                      |

## Tours de qualification
Douze clubs sont exemptés du premier tour préliminaire et intègrent la compétition directement à partir du tour suivant.
Il s'agit des douze clubs qualifiés via leur championnat étant le mieux classé au Classement quinquennal des clubs.
| Rang 2024 | Club               | Score |
| --------- | ------------------ | ----- |
| 5         | Zamalek SC         | 48    |
| 6         | RS Berkane         | 42    |
| 7         | Simba SC           | 39    |
| 11        | USM Alger          | 36    |
| 14        | ASEC Mimosas       | 30    |
| 28        | Stade malien       | 10    |
| 32        | AS Vita Club       | 9     |
| 33        | Al-Ahli SC Tripoli | 9     |
| 38        | Al-Masry SC        | 8     |

| Rang 2024 | Club                 | Score |
| --------- | -------------------- | ----- |
| 39        | CS Sfaxien           | 7     |
| 44        | Enyimba FC           | 6     |
| 46        | Sekhukhune United    | 5     |
| 48        | Al-Hilal Benghazi    | 5     |
| 49        | FC Saint-Éloi Lupopo | 4     |
| 49        | ASC Kara             | 4     |
| 53        | ASC Jaraaf           | 4     |
| 56        | AS Otohô             | 3     |
| 69        | ZESCO United         | 1     |

- Equipe qualifié pour le second tour préliminaire
- Equipe qualifié pour le premier tour préliminaire

Le tirage au sort des tours de qualification a eu lieu le 11 juillet 2024 au siège de la CAF au Caire. 
Lors des tours de qualification, chaque match se joue sur une base aller-retour. Si le score global est à égalité après le match retour, la règle des buts à l'extérieur est appliquée, et si l'égalité persiste,des tirs au but sont utilisés pour déterminer le vainqueur (Règlements III. 13 & 14).

### Premier tour préliminaire
Ce tour concerne les équipes classées au-delà de la 13e place du classement quinquennal des clubs parmi les équipes qualifiés. Les vainqueurs de ce tour se qualifient pour le deuxième tour préliminaire.
| Équipe              | Aller | Total             | Retour | Équipe                 |
| ------------------- | ----- | ----------------- | ------ | ---------------------- |
| El-Kanemi Warriors  | 1 - 1 | 2 - 3             | 1 - 2  | Dadjè FC               |
| ASC Kara            | 2 - 2 | 4 - 2             | 2 - 0  | AS FAN                 |
| Paynesville FC      | 4 - 0 | 5 - 0             | 1 - 0  | Fovu Baham             |
| Hafia FC            | 1 - 1 | 1 - 1E            | 0 - 0  | EF Ouagadougou         |
| Union Touarga       | 0 - 0 | 0 - 0 (1 - 2 tab) | 0 - 0  | RC Abidjan             |
| East End Lions      | 0 - 1 | 0 - 4             | 0 - 3  | ASC Jaraaf             |
| Kenya Police FC     | 0 - 0 | 1 - 0             | 1 - 0  | Ethiopian Coffee       |
| Jamus FC            | 0 - 1 | 0 - 5             | 0 - 4  | Stade tunisien         |
| Uhamiaji FC         | 0 - 2 | 1 - 5             | 1 - 3  | Al-Ahli SC Tripoli     |
| Kitara FC           | 2 - 3 | 4 - 6             | 2 - 3  | Al-Hilal Benghazi      |
| Horseed             | 0 - 0 | 0 - 2             | 0 - 2  | Rukinzo FC             |
| Nsingizini Hotspurs | 0 - 3 | 0 - 8             | 0 - 5  | Stellenbosch FC        |
| ASSM Elgeco Plus    | 1 - 1 | 1 - 1E            | 0 - 0  | CD Lunda Sul           |
| Bravos do Maquis    | 3 - 0 | 3 - 0             | 0 - 0  | Coastal Union          |
| Alizé Fort          | 0 - 7 | 0 - 11            | 0 - 4  | Associação Black Bulls |
| FC 15 de Agosto     | 0 - 2 | 1 - 4             | 1 - 2  | AS Otohô               |
| Foresters           | 1 - 1 | 1 - 3             | 0 - 2  | Orapa United FC        |
| Dynamos             | 1 - 0 | 1 - 0             | 0 - 0  | ZESCO United           |
| Nsoatreman FC       | 3 - 0 | 5 - 0             | 2 - 0  | Elect-Sport FC         |
| CS Constantine      | 2 - 0 | 4 - 1             | 2 - 1  | Police FC              |

### Deuxième tour préliminaire
Ce tour concerne les équipes classées entre la 1re et la 12e place du classement quinquennal des clubs parmi les équipes qualifiés ainsi que les vainqueurs du tour précédent. Les vainqueurs de ce tour se qualifient pour la phase de groupe.
| Équipe                 | Aller | Total             | Retour | Équipe            |
| ---------------------- | ----- | ----------------- | ------ | ----------------- |
| Dadjè FC               | 0 - 2 | 0 - 7             | 0 - 5  | RS Berkane        |
| ASC Kara               | 2 - 1 | 2 - 3             | 0 - 2  | ASEC Mimosas      |
| Paynesville FC         | 1 - 3 | 2 - 3             | 1 - 0  | Stade malien      |
| EF Ouagadougou         | 0 - 0 | 0 - 0 (2 - 3 tab) | 0 - 0  | Enyimba FC        |
| RC Abidjan             | 0 - 0 | 0 - 3             | 0 - 3  | ASC Jaraaf        |
| Kenya Police FC        | 0 - 1 | 1 - 3             | 1 - 2  | Zamalek SC        |
| Stade tunisien         | 1 - 0 | 1 - 2             | 0 - 2  | USM Alger         |
| Al-Ahli SC Tripoli     | 0 - 0 | 1 - 3             | 1 - 3  | Simba SC          |
| Al-Hilal Benghazi      | 3 - 2 | 5 - 5 (3 - 5 tab) | 2 - 3  | Al-Masry SC       |
| Rukinzo FC             | 0 - 1 | 0 - 2             | 0 - 1  | CS Sfaxien        |
| Stellenbosch FC        | 2 - 0 | 3 - 1             | 1 - 1  | AS Vita Club      |
| CD Lunda Sul           | 1 - 0 | 2E - 2            | 1 - 2  | Sekhukhune United |
| Bravos do Maquis       | 1 - 0 | 3 - 1             | 2 - 1  | Saint-Éloi Lupopo |
| Associação Black Bulls | 1 - 0 | 2E - 2            | 1 - 2  | AS Otohô          |
| Orapa United FC        | 0 - 1 | 1 - 1 (3 - 1 tab) | 1 - 0  | Dynamos           |
| Nsoatreman FC          | 0 - 2 | 0 - 3             | 0 - 1  | CS Constantine    |

## Phase de groupe

### Format et tirage au sort
Le tirage au sort a lieu le 7 octobre 2024 au Caire en Égypte. Les seize équipes participantes sont placées dans quatre pot de quatre équipes.
Les équipes sont placés dans les pots en fonction du Classement quinquennal des clubs.

#### Pot du tirage au sort
| Pot 1               | Pot 2                 | Pot 3                   | Pot 3                         |
| ------------------- | --------------------- | ----------------------- | ----------------------------- |
| Zamalek SC (48 pts) | ASEC Mimosas (30 pts) | Enyimba FC (6 pts)      | CD Lunda Sul (0 pt)           |
| RS Berkane (42 pts) | Stade malien (10 pts) | ASC Jaraaf (4 pts)      | Orapa United FC (0 pt)        |
| Simba SC (39 pts)   | Al-Masry SC (8 pts)   | CS Constantine (0 pts)  | Associação Black Bulls (0 pt) |
| USM Alger (36 pts)  | CS Sfaxien (7 pts)    | Bravos do Maquis (0 pt) | Stellenbosch FC (0 pt)        |

### Classements et Résultats
| Légende des classements - Qualifié pour les quarts de finale | 0 | Légende des résultats - Victoire à domicile - Match nul - Victoire à l'extérieur |

#### Groupe A
| Rang | Équipe           | Pts | J | G | N | P | Bp | Bc | Diff |  | Résultats (▼ dom., ► ext.) |     |     |     |     |
| ---- | ---------------- | --- | - | - | - | - | -- | -- | ---- |  | -------------------------- | --- | --- | --- | --- |
| 1    | Simba SC         | 13  | 6 | 4 | 1 | 1 | 8  | 4  | +4   |  | Simba SC                   |     | 2-0 | 1-0 | 2-1 |
| 2    | CS Constantine   | 12  | 6 | 4 | 0 | 2 | 12 | 6  | +6   |  | CS Constantine             | 2-1 |     | 4-0 | 3-0 |
| 3    | Bravos do Maquis | 7   | 6 | 2 | 1 | 3 | 7  | 14 | -7   |  | Bravos do Maquis           | 1-1 | 3-2 |     | 3-2 |
| 4    | CS Sfaxien       | 3   | 6 | 1 | 0 | 5 | 7  | 10 | -3   |  | CS Sfaxien                 | 0-1 | 0-1 | 4-0 |     |

#### Groupe B
| Rang | Équipe          | Pts | J | G | N | P | Bp | Bc | Diff |  | Résultats (▼ dom., ► ext.) |     |     |     |     |
| ---- | --------------- | --- | - | - | - | - | -- | -- | ---- |  | -------------------------- | --- | --- | --- | --- |
| 1    | RS Berkane      | 16  | 6 | 5 | 1 | 0 | 12 | 1  | +11  |  | RS Berkane                 |     | 5-0 | 2-0 | 1-0 |
| 2    | Stellenbosch FC | 9   | 6 | 3 | 0 | 3 | 6  | 10 | -4   |  | Stellenbosch FC            | 1-3 |     | 2-0 | 2-0 |
| 3    | CD Lunda Sul    | 5   | 6 | 1 | 2 | 3 | 2  | 6  | -4   |  | CD Lunda Sul               | 0-0 | 0-1 |     | 1-1 |
| 4    | Stade malien    | 4   | 6 | 1 | 1 | 4 | 3  | 6  | -3   |  | Stade malien               | 0-1 | 2-0 | 0-1 |     |

#### Groupe C
| Rang | Équipe          | Pts | J | G | N | P | Bp | Bc | Diff |  | Résultats (▼ dom., ► ext.) |     |     |     |     |
| ---- | --------------- | --- | - | - | - | - | -- | -- | ---- |  | -------------------------- | --- | --- | --- | --- |
| 1    | USM Alger       | 14  | 6 | 4 | 2 | 0 | 14 | 2  | +12  |  | USM Alger                  |     | 3-0 | 2-0 | 6-0 |
| 2    | ASEC Mimosas    | 8   | 6 | 2 | 2 | 2 | 7  | 5  | +2   |  | ASEC Mimosas               | 1-1 |     | 2-0 | 4-0 |
| 3    | ASC Jaraaf      | 8   | 6 | 2 | 2 | 2 | 2  | 4  | -2   |  | ASC Jaraaf                 | 0-0 | 1-0 |     | 1-0 |
| 4    | Orapa United FC | 2   | 6 | 0 | 2 | 4 | 1  | 13 | -12  |  | Orapa United FC            | 1-2 | 0-0 | 0-0 |     |

#### Groupe D
| Rang | Équipe                 | Pts | J | G | N | P | Bp | Bc | Diff |  | Résultats (▼ dom., ► ext.) |     |     |     |     |
| ---- | ---------------------- | --- | - | - | - | - | -- | -- | ---- |  | -------------------------- | --- | --- | --- | --- |
| 1    | Zamalek SC             | 14  | 6 | 4 | 2 | 0 | 11 | 4  | +7   |  | Zamalek SC                 |     | 1-0 | 3-1 | 2-0 |
| 2    | Al-Masry SC            | 9   | 6 | 2 | 3 | 1 | 7  | 4  | +3   |  | Al-Masry SC                | 0-0 |     | 2-0 | 3-1 |
| 3    | Enyimba FC             | 5   | 6 | 1 | 2 | 3 | 8  | 12 | -4   |  | Enyimba FC                 | 2-2 | 1-1 |     | 4-1 |
| 4    | Associação Black Bulls | 4   | 6 | 1 | 1 | 4 | 7  | 13 | -6   |  | Associação Black Bulls     | 1-3 | 1-1 | 3-0 |     |

## Phase à élimination directe

### Tirage au sort
Les équipes qualifiées sont réparties selon leur classement en phase de poules (voir le tableau ci-dessous), les vainqueurs de groupe bénéficiant de l'avantage de jouer le match retour à domicile.
| Les 8 qualifiés | Les 8 qualifiés             | Les 8 qualifiés            | Les 8 qualifiés |
| Groupe          | Pot 1 - Vainqueur de groupe | Pot 2 - Deuxième de groupe |                 |
| --------------- | --------------------------- | -------------------------- | --------------- |
| A               | Simba SC                    | CS Constantine             |                 |
| B               | RS Berkane                  | Stellenbosch FC            |                 |
| C               | USM Alger                   | ASEC Mimosas               |                 |
| D               | Zamalek SC                  | Al-Masry SC                |                 |

### Quarts de finale
| Équipe          | Aller | Total             | Retour | Équipe     |
| --------------- | ----- | ----------------- | ------ | ---------- |
| Stellenbosch FC | 0 - 0 | 1 - 0             | 1 - 0  | Zamalek SC |
| ASEC Mimosas    | 0 - 1 | 0 - 2             | 0 - 1  | RS Berkane |
| CS Constantine  | 1 - 1 | 2 - 2 (4 - 3 tab) | 1 - 1  | USM Alger  |
| Al-Masry SC     | 2 - 0 | 2 - 2 (1 - 4 tab) | 0 - 2  | Simba SC   |

### Demi-finales
| Équipe     | Aller | Total | Retour | Équipe         |
| ---------- | ----- | ----- | ------ | -------------- |
| RS Berkane | 4 - 0 | 4 - 1 | 0 - 1  | CS Constantine |
| Simba SC   | 1 - 0 | 1 - 0 | 0 - 0  | Stellenbosch   |

### Finale
| Équipe     | Aller | Total | Retour | Équipe   |
| ---------- | ----- | ----- | ------ | -------- |
| RS Berkane | 2 - 0 | 3 - 1 | 1 - 1  | Simba SC |

### Tableau final
|  | Quarts de finale  | Quarts de finale  | Quarts de finale    | Quarts de finale  |            |            | Demi-finales        | Demi-finales        | Demi-finales        | Demi-finales        |  |  | Finale            | Finale            | Finale            | Finale            |
|  |                   |                   |                     |                   |            |            |                     |                     |                     |                     |  |  |                   |                   |                   |                   |
|  | 2 et 9 avril 2025 | 2 et 9 avril 2025 | 2 et 9 avril 2025   | 2 et 9 avril 2025 |            |            | 20 et 27 avril 2025 | 20 et 27 avril 2025 | 20 et 27 avril 2025 | 20 et 27 avril 2025 |  |  | 17 et 25 mai 2025 | 17 et 25 mai 2025 | 17 et 25 mai 2025 | 17 et 25 mai 2025 |
|  | 2 et 9 avril 2025 | 2 et 9 avril 2025 | 2 et 9 avril 2025   | 2 et 9 avril 2025 |            |            | 20 et 27 avril 2025 | 20 et 27 avril 2025 | 20 et 27 avril 2025 | 20 et 27 avril 2025 |  |  | 17 et 25 mai 2025 | 17 et 25 mai 2025 | 17 et 25 mai 2025 | 17 et 25 mai 2025 |
|  | ASEC Mimosas      | ASEC Mimosas      | 0                   | 0                 |            |            | 20 et 27 avril 2025 | 20 et 27 avril 2025 | 20 et 27 avril 2025 | 20 et 27 avril 2025 |  |  | 17 et 25 mai 2025 | 17 et 25 mai 2025 | 17 et 25 mai 2025 | 17 et 25 mai 2025 |
|  | ASEC Mimosas      | ASEC Mimosas      | 0                   | 0                 |            |            | 20 et 27 avril 2025 | 20 et 27 avril 2025 | 20 et 27 avril 2025 | 20 et 27 avril 2025 |  |  | 17 et 25 mai 2025 | 17 et 25 mai 2025 | 17 et 25 mai 2025 | 17 et 25 mai 2025 |
|  | RS Berkane        | RS Berkane        | 1                   | 1                 |            |            | 20 et 27 avril 2025 | 20 et 27 avril 2025 | 20 et 27 avril 2025 | 20 et 27 avril 2025 |  |  | 17 et 25 mai 2025 | 17 et 25 mai 2025 | 17 et 25 mai 2025 | 17 et 25 mai 2025 |
|  | RS Berkane        | RS Berkane        | 1                   | 1                 | RS Berkane | RS Berkane | 4                   | 0                   |                     |                     |  |  | 17 et 25 mai 2025 | 17 et 25 mai 2025 | 17 et 25 mai 2025 | 17 et 25 mai 2025 |
|  | 2 et 9 avril 2025 |                   |                     |                   | RS Berkane | RS Berkane | 4                   | 0                   |                     |                     |  |  | 17 et 25 mai 2025 | 17 et 25 mai 2025 | 17 et 25 mai 2025 | 17 et 25 mai 2025 |
|  |                   |                   | CS Constantine      | CS Constantine    | 0          | 1          |                     |                     |                     |                     |  |  | 17 et 25 mai 2025 | 17 et 25 mai 2025 | 17 et 25 mai 2025 | 17 et 25 mai 2025 |
|  | CS Constantine    | CS Constantine    | CS Constantine      | CS Constantine    | 0          | 1          | 1                   | 1 (4)               |                     |                     |  |  | 17 et 25 mai 2025 | 17 et 25 mai 2025 | 17 et 25 mai 2025 | 17 et 25 mai 2025 |
|  | CS Constantine    | CS Constantine    | 20 et 27 avril 2025 |                   |            |            | 1                   | 1 (4)               |                     |                     |  |  | 17 et 25 mai 2025 | 17 et 25 mai 2025 | 17 et 25 mai 2025 | 17 et 25 mai 2025 |
|  | USM Alger         | USM Alger         | 1                   | 1 (3)             |            |            |                     |                     |                     |                     |  |  | 17 et 25 mai 2025 | 17 et 25 mai 2025 | 17 et 25 mai 2025 | 17 et 25 mai 2025 |
|  | USM Alger         | USM Alger         | 1                   | 1 (3)             | RS Berkane | RS Berkane | 2                   | 1                   |                     |                     |  |  |                   |                   |                   |                   |
|  | 2 et 9 avril 2025 |                   |                     |                   | RS Berkane | RS Berkane | 2                   | 1                   |                     |                     |  |  |                   |                   |                   |                   |
|  |                   |                   | Simba SC            | Simba SC          | 0          | 1          |                     |                     |                     |                     |  |  |                   |                   |                   |                   |
|  | Al-Masry SC       | Al-Masry SC       | Simba SC            | Simba SC          | 0          | 1          | 2                   | 0 (1)               |                     |                     |  |  |                   |                   |                   |                   |
|  | Al-Masry SC       | Al-Masry SC       |                     |                   |            |            |                     |                     |                     |                     |  |  |                   |                   |                   |                   |
|  | Simba SC          | Simba SC          | 0                   | 2 (4)             |            |            |                     |                     |                     |                     |  |  |                   |                   |                   |                   |
|  | Simba SC          | Simba SC          | 0                   | 2 (4)             | Simba SC   | Simba SC   | 1                   | 0                   |                     |                     |  |  |                   |                   |                   |                   |
|  | 2 et 9 avril 2025 |                   |                     |                   | Simba SC   | Simba SC   | 1                   | 0                   |                     |                     |  |  |                   |                   |                   |                   |
|  |                   |                   | Stellenbosch FC     | Stellenbosch FC   | 0          | 0          |                     |                     |                     |                     |  |  |                   |                   |                   |                   |
|  | Stellenbosch FC   | Stellenbosch FC   | Stellenbosch FC     | Stellenbosch FC   | 0          | 0          | 0                   | 1                   |                     |                     |  |  |                   |                   |                   |                   |
|  | Stellenbosch FC   | Stellenbosch FC   |                     |                   |            |            |                     | 1                   |                     |                     |  |  |                   |                   |                   |                   |
|  | Zamalek SC        | Zamalek SC        | 0                   | 0                 |            |            |                     |                     |                     |                     |  |  |                   |                   |                   |                   |
|  | Zamalek SC        | Zamalek SC        | 0                   | 0                 |            |            |                     |                     |                     |                     |  |  |                   |                   |                   |                   |
|  |                   |                   |                     |                   |            |            |                     |                     |                     |                     |  |  |                   |                   |                   |                   |